# Historia del conflicto palestino-israelí

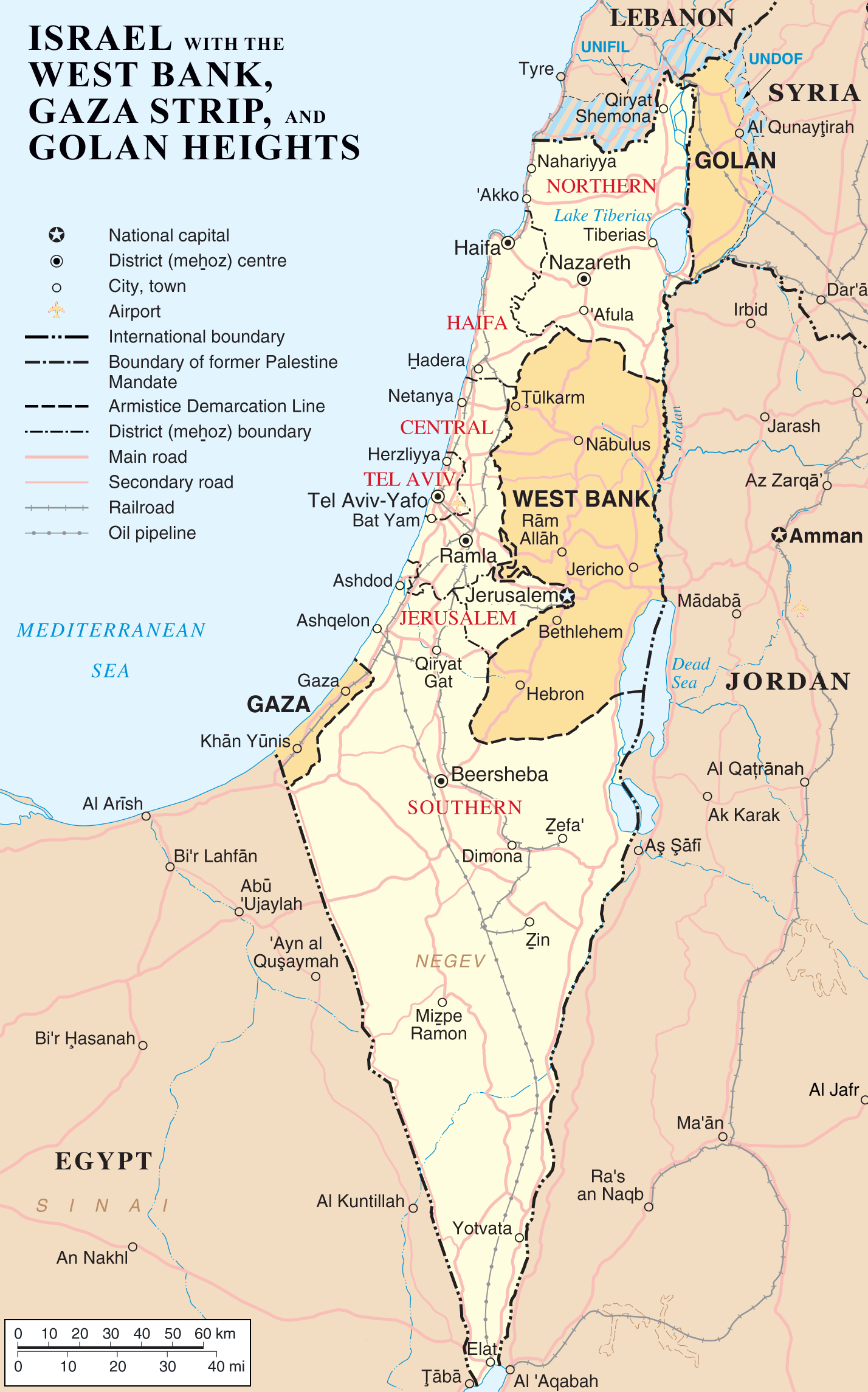
La región actualmente: Israel, Cisjordania, la Franja de Gaza y los Altos del Golán

La historia del conflicto israelí-palestino se remonta a finales del siglo XIX, cuando, en 1882, tiene lugar la Primera Aliyá, momento en que entre 25.000 y 35.000 judíos, pertenecientes a los movimientos Hovevei Zion y Bilu y procedentes del Imperio ruso y en menor número del Yemen, emigraron al Mutasarrifato de Jerusalén en la Siria Otomana.
Este movimiento migratorio se verá impulsada por las teorías recogidas por Theodor Herzl, quien, tras ser testigo como corresponsal de Neue Freie Presse del Caso Dreyfus en 1894 —un notorio proceso antisemita ocurrido en Francia—, publicaría el libro titulado Der Judenstaat: Versuch einer modernen Lösung der Judenfrage («El Estado judío: ensayo de una solución moderna de la cuestión judía»), publicación que tendría lugar en febrero de 1896 y que al principio no fue muy bien recibido: en los ambientes judíos liberales y asimilacionistas de Europa central y occidental se consideraba una quimera más. Tampoco fue de agrado en las sinagogas, donde se percibió como contrario a las enseñanzas religiosas. Por otro lado, sus ideas fueron recibidas con entusiasmo por las masas judías, que lo consideró como un moderno Moisés.
A partir de abril de 1896, cuando la traducción al inglés de Der Judenstaat apareció, y Herzl se convirtió en el principal portavoz del naciente sionismo, completando su escrito y desplegando una intensa actividad diplomática con objeto de ganar apoyo para la causa sionista en el plano internacional, se fue consolidando un movimiento que pretendía establecer una patria para los judíos en una Palestina gobernada por el Imperio Otomano.
La Declaración Balfour de 1917, emitida por el gobierno británico, quien ejercía el Mandato británico de Palestina, administración territorial encomendada por la Sociedad de Naciones tras la Primera Guerra Mundial y como parte de la partición del Imperio otomano, con el estatus de territorio bajo mandato, territorio que el Imperio otomano perdió como consecuencia de su derrota en dicha guerra mundial, apoyó la idea de una patria judía en Palestina, lo que conllevó un aumento de la migración de judíos a la región, creando alarma e inquietud entre los árabes palestinos, sus líderes y autoridades, ante la propia declaración y el aumento progresivo de la compra de tierras por parte de la Yishuv.
Esta situación dará lugar a diferentes manifestaciones de repulsa, encuadrándose éstas en la revuelta árabe de Palestina de 1936-1939 que es reprimida de forma generalizada por las fuerzas británicas, tras los ataques que se producen contra convoyes e instalaciones eléctricas, contra las propias fuerzas británicas y los colonos judíos, significativamente contra el oleoducto Kirkuk-Haifa, siendo demolidas, en este periodo, 1936 — 1940, alrededor de 2000 casas, creándose campos de concentración en los que son encerrados más de 9000 palestinos, siendo sentenciados a muerte más de 100. La revuelta es aplastada en el otoño de 1939 por las fuerzas del Mandato Británico con más de 5000 árabes palestinos muertos y 10 000 heridos.
Después de la Segunda Guerra Mundial y del holocausto aumentó la presión internacional por el establecimiento de un estado judío en Palestina, derivando en el Plan de Partición con Unión Económica de la Palestina bajo mandato británico, del que resultará la creación del Estado de Israel en 1948 y, simultáneamente, del propio estado Palestino, que no se desarrollará, ante la oposición a dicho plan de los países árabes en general, y de los próximos —Líbano, Siria, Jordania y Egipto— en particular.
El establecimiento del Estado de Israel, precedido por los cambios en la propiedad y explotación de las tierras, la Guerra civil durante el Mandato de Palestina y seguido por la Guerra árabe-israelí de 1948, causó un desplazamiento de cientos de miles de árabes que se convirtieron en refugiados, desatando un conflicto entre Israel y el pueblo árabe palestino que se prolonga varias décadas.